# Xorides thanatos
Xorides thanatos är en stekelart som beskrevs av Ian D. Gauld 1997. Xorides thanatos ingår i släktet Xorides och familjen brokparasitsteklar. Inga underarter finns listade i Catalogue of Life.